# 南俄河

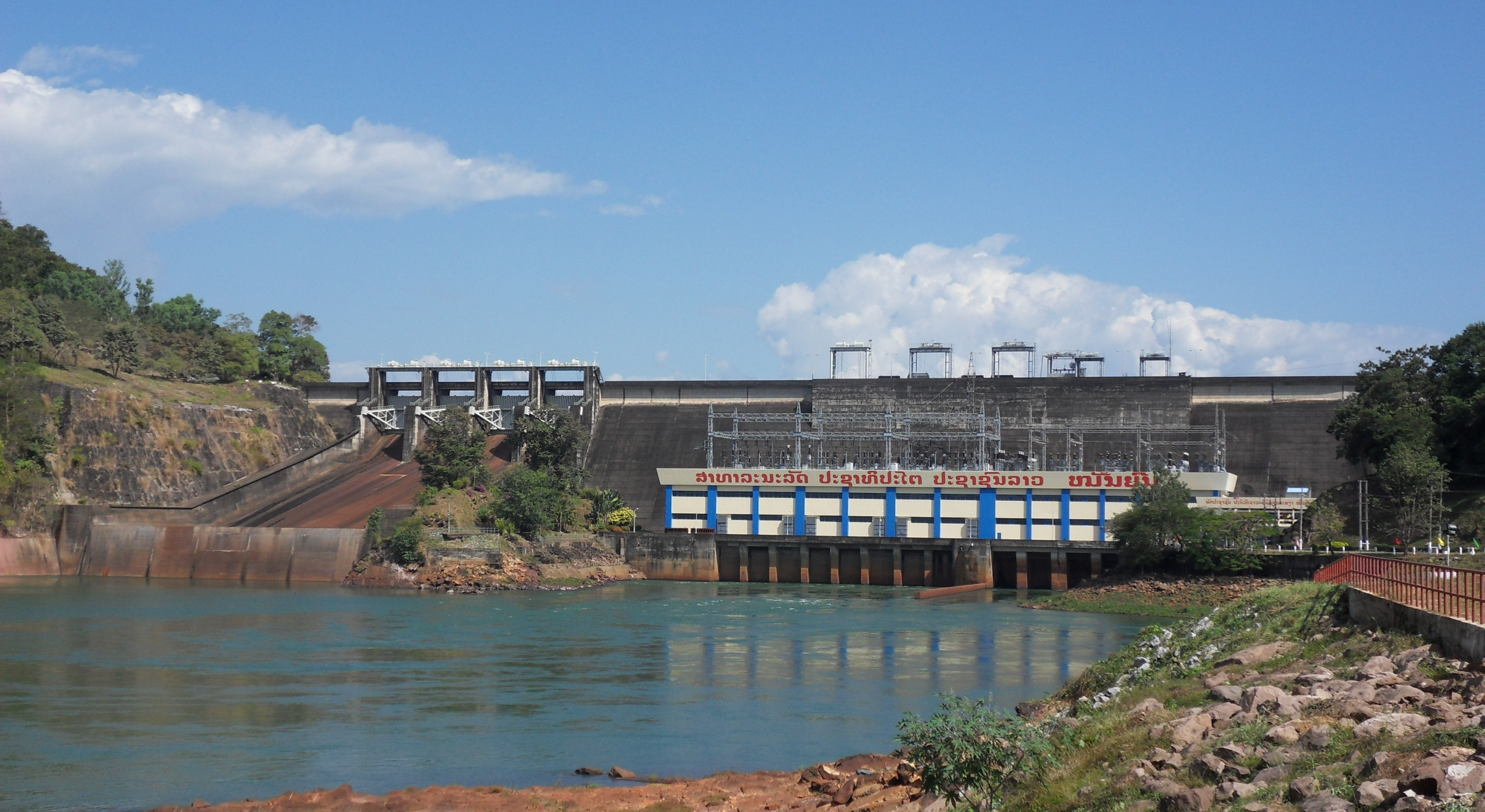
寮國南俄1號水力發電大壩

南俄河（寮語：ນ້ຳງືມ [nâːm ŋɯ́ːm]），是寮國的一條河流，為湄公河左岸主要支流之一，幹流河長354公里。
南俄河發源於川壙省北部山區，向南流經萬象省，最終在寮國首都永珍注入湄公河。南俄河流域聚居大約1百萬人。目前流域中最大的水壩是南娥水壩（南俄1號水力發電計畫），最初建造於1968年至1971年，其後該河又有四座水壩在興建中或規劃中。